# Sensible Soccer
Sensible Soccer — серия футбольных симуляторов, популярна в начале 1990-е годы и сохраняющая культовый статус до настоящего времени. Первая игра серии разработана Sensible Software и выпущена для компьютеров Amiga и Atari ST, а затем для PC, в 1992 году. В отличие от других футбольных игр своего времени, таких как Kick Off и Matchday, в серии использовался вид с высоты птичьего полёта с увеличенным обзором. Допускалась возможность редактировать национальные и клубные команды и создавать свои. Управление отличалось относительной простотой и удобством, одним из определяющих элементов игрового процесса была функция послекасания, которая обеспечивала эффективные, хотя и нереальные подкрутки мяча. Игра возглавляла несколько игровых чартов, включая «All Time Top 100» журнала Amiga Power. Графический стиль игры использовался и в других проектах Sensible Software, включая Mega Lo Mania, Cannon Fodder и Sensible Golf.
12 ноября 2015 года Джон Хэйр, один из основателей Sensible Software, объявил о разработке «духовного преемника» Sensible Soccer — Sociable Soccer. Ранние версии для ПК, мобильных устройств и устройств виртуальной реальности были показаны на различных европейских выставках, включая Gamescom в Кёльне и лондонском Музее науки в 2016 году. Разработка продолжалась несмотря на неудачную краудфандинговую кампанию на Kickstarter. Sociable Soccer был выпущен в Steam Early Access 12 октября 2017 года, затем последовали версии для PlayStation 4, Xbox One, iOS и Android.

## История

### Sensible World of Soccer
Sensible World of Soccer, обычно называемый SWOS, была выпущена в 1994 году. Её издателем почти стала Virgin Games, но компания выдвинула требование переименовать проект в Virgin Soccer. SWOS стала первым проектом, объединившим весь профессиональный футбольный мир в одной видеоигре. Были представлены многочисленные дивизионы многих стран мира и двадцатисезонный режим карьеры, который позволял игрокам управлять тысячами разных клубов, включая малоизвестные.

### Новое поколение
1 ноября 2005 года в интервью игровому веб-сайту Eurogamer было объявлено, что серия возродится летом 2006 года в полностью трёхмерном виде на ПК, PlayStation 2 и Xbox. Владельцы лицензии Codemasters обеспечивали распространение по всем территориям PAL-формата, а игровым дизайном заведовал Джон Хэйр, первоначальный разработчик игры. Sensible Soccer 2006 вышла 9 июня 2006 года.

### Xbox Live Arcade
27 сентября 2006 года Codemasters анонсировала новую версию Sensible World of Soccer, разработанную Kuju Sheffield для Xbox 360. В ней были реализованы как классическая «ретро»-графика оригинальной SWOS, так новая, улучшенную графику высокой четкости. Игровой процесс Sensible World of Soccer 96/97 изменений не претерпел. Из-за проблем с производительностью сетевой игры выпуск был отложен с лета 2007 года на более поздний срок, и игра вышла в Xbox Live Arcade 19 декабря 2007 года. Однако почти сразу она была удалена: по заявлению Microsoft, в доступ попала неверная версия игры, в которой онлайн-игра была невозможна. Исправленная версия стала доступна два дня спустя, 21 декабря 2007 года.

## Разработка
Создание игры, как и в случае большинства других проектов Sensible Software, было случайным: разработчики решили искали применение спрайтами из Mega Lo Mania и решили создать футбольный симулятор.

## Состав серии
Все игры для основных платформ были разработаны Sensible Software.
| Название                                                | Год выпуска | Платформа | Примечания |
| ------------------------------------------------------- | ----------- | --- | --- |
| Sensible Soccer: European Champions                     | 1992        | Amiga, Atari ST, DOS | DOS-версия разработана Wave Software. |
| Sensible Soccer 92/93                                   | 1992        | Amiga, Atari ST, Amiga CD32, SNES, Game Boy, Mega Drive, Atari Jaguar, Mega-CD, Sega Game Gear, Sega Master System, Acorn Archimedes | Несколько улучшенная версия оригинальной игры, добавлены жёлтые и красные карточки. Версии для приставок и Acorn основаны на Sensible Soccer 92/93, но выпущены под названием Sensible Soccer. Версия для Game Gear разработана Eurocom.                                                                 |
| Sensible Soccer International Edition                   | 1993        | Amiga, Amiga CD32, Atari ST, Mega Drive, Atari Jaguar, SNES                                                                          | Несколько улучшенная версия, добавлен чемпионат мира, арбитр. Версия для Atari Jaguar разработана Гленном Уильямсом для Renegade Software |
| Sensible World of Soccer                                | 1994        | Amiga, DOS | Добавлена заглавная песня «Goalscoringsuperstarhero», написанная Ричардом Джозефом и Джоном Хэйром. Оригинальная SWOS содержала несколько ошибок, вызвавших недовольство игроков. Для их устранения в апреле 1995 года был выпущен бесплатный диск с исправлением. DOS-версия разработана Wave Software. |
| Sensible World of Soccer 95–96                          | 1995        | Amiga, DOS | Улучшенная версия SWOS. По словам ведущего программиста Криса Чепмена, именно такой задумывалась первоначальная игра. DOS-версия разработана Wave Software. |
| Sensible World of Soccer: European Championship Edition | 1995        | Amiga, DOS | Несколько улучшенная версия SWOS. DOS-версия разработана Wave Software. |
| Sensible World of Soccer 96–97                          | 1996        | Amiga, DOS | Обновление команд. DOS-версия разработана Wave Software. |
| Sensible World of Soccer 97–98                          | 1997        | Amiga | Неофициальное обновление Sensible World of Soccer 96/97 для Amiga, созданное Гидеоном и Домом Крессуэллами и другими программистами |
| Sensible World of Soccer 97–98 World Cup Edition        | 1998        | Amiga | Неофициальное обновление Sensible World of Soccer 96/97 для Amiga, созданное Гидеоном и Домом Крессуэллами и другими программистами. Выпущено эксклюзивно на CU Amiga Cover CD в июле 1998 года. Были обновлены 32 команды чемпионата мира и сопутствующая графика.                                      |
| Sensible Soccer '98                                     | 1998        | DOS, Windows | 3D-версия, воспринятая негативно из-за малого сходства с оригиналом. Первоначально должна была называться Sensible Soccer 2000, один журнал успел опубликовать обзор игры под этим названием. |
| Sensible Soccer European Club Edition                   | 1998        | PlayStation, Windows | Улучшенная обновлённая версия. Версия для PlayStation разработана Krisalis Software. |
| Sensible Soccer Mobile                                  | 2005        | Java | Разработана Tower Studios для Kuju Wireless |
| Sensible Soccer 2006                                    | 2006        | Windows, PS2, Xbox | Первая официальная игра, выпущенная после 7 лет перерыва. Разработана Kuju Sheffield при участии Джона Хэйра. |
| Sensible Soccer Skillz                                  | 2006        | Java | Разработана Cobra Mobile |
| Sensible World of Soccer                                | 2007        | Xbox Live Arcade, Windows Vista | Ремейк версии Sensible World of Soccer 96–97 для Xbox Live Arcade и Windows Vista (отменён), разработанный Kuju Sheffield. Добавлены онлайн-мультиплеер, приближение камеры и список лучших игроков |

## Приложения к журналам
- На Рождество 1993 года вместе с журналом Amiga Format распространялась бесплатная мини-игра Sensible Software, названная Cannon Soccer. По сути она состояла из двух дополнительных уровней Cannon Fodder, на которых солдаты сражались с полчищами футболистов из Sensible Soccer на фоне заснеженного пейзажа[15].
- На диске-приложении к Amiga Power распространялась демоверсия Sensible Soccer: England vs Germany, также известная как Sensible Soccer Meets Bulldog Blighty[16]. В игре футболисты были заменены солдатами из Cannon Fodder, а мяч — ручной гранатой. Граната случайным образом начинала мигать, а затем взрывалась, убивая всех находящихся поблизости игроков.
- Sensible World of Moon Soccer — бесплатный диск, приложенный к журналу Amiga Action в Великобритании. Игра велась за Moon United при низкой гравитации на изрытой кратерами поверхности. Для комплектования команды предлагался широкий выбор представителей инопланетных рас[17].
- Юмористический спин-офф под названием unSensible Soccer, вышел в качестве приложения к Amiga Action за март 1993 года. В игре вместо противоборства людей яблоки противостояли апельсинам[18].

## Оценки
Computer Gaming World в июне 1994 года писал, что во всех спорах о лучших футбольных играх Sensible Soccer обязательно входит в тройку лидеров независимо от платформы. Версию для Gameboy журнал назвал одной из лучших игр для портативных устройств.
По словам Джона Хэйра, продажи первого выпуска Sensible Soccer составили около 200 000 копий. По его оценкам, к 2002 году общие продажи игр серии составили 2 млн копий.

### Награды
С момента выхода игры журнал Mega присвоил ей первое место в рейтинге 50 лучших игр для Mega Drive всех времён. Mega CD-версия игры заняла второе место в Топ-10 игр всех времён для данного формата. Sensible World of Soccer 1995/96 получил оценку 96 % от Amiga Power и Amiga Format, что является наивысшей оценкой для любой игры этих журналов.
12 марта 2007 года The New York Times сообщила, что Sensible World of Soccer (1994) вошел в десятку самых важных видеоигр всех времен, определённую комитетом из пяти человек в который вошли профессор Стэнфордского университета Генри Ловуд, геймдизайнеры Уорреном Спектор и Стив Мерецки, исследователь Маттео Биттанти и игровой журналист Кристофер Грант. Этот список был объявлен на Game Developers Conference 2007 года. Sensible World of Soccer (1994) был назван одной из десяти важнейших видеоигр всех времен Коллекцией истории науки и техники Стэнфордского университета.